# Simon Gerrans
Simon Gerrans (Melbourne, 16 maggio 1980) è un ex ciclista su strada australiano.
Professionista dal 2005 al 2018, in carriera ha vinto la Milano-Sanremo 2012, la Liegi-Bastogne-Liegi 2014, due tappe al Tour de France, una al Giro d'Italia e una alla Vuelta a España, quattro edizioni del Tour Down Under e due titoli nazionali in linea. Nel 2014 è stato vicecampione del mondo, classificandosi secondo nella prova in linea iridata a Ponferrada dietro a Michał Kwiatkowski.

## Carriera

### Gli esordi
Simon Gerrans cominciò a praticare il ciclismo all'età di 17 anni come rieducazione dopo un incidente in motocross in cui si era infortunato ad un ginocchio: a consigliargli tale attività fu l'ex corridore professionista Phil Anderson, all'epoca suo vicino di tenuta nella città rurale di Jamieson e in seguito suo primo allenatore. Nel 2002 Gerrans si classificò quinto al campionato australiano Elite su strada, e vinse il titolo nazionale Under-23.
L'anno successivo passò tra le file della squadra norvegese Ringerike, in cui restò fino ad agosto, per poi passate nella squadra portoghese di seconda categoria Carvalhelhos-Boavista come tirocinante. Partecipò al Tour de l'Avenir, concludendolo al cinquantaduesimo posto, ma non proseguì oltre l'esperienza europea. Di ritorno in Australia al termine della stagione, vinse la Melbourne to Warrnambool Classic con la maglia della sua società, il Carnegie Caulfield Cycling Club.
Su consiglio del connazionale Baden Cooke, Gerrans si trasferì nel 2004 alla Union Cycliste Nantes Atlantique: quell'anno gareggiò nella categoria dilettanti in Francia, e si aggiudicò la classifica nazionale della Federciclismo francese, con sette successi in corse nazionali e piazzamenti al Ringerike Grand Prix (secondo) e al Ruban Granitier Breton (terzo).
Durante l'estate passò alla AG2R Prévoyance come tirocinante, per poi firmare un contratto da professionista di due anni valido a partire dalla stagione 2005. Nel finale di stagione si classificò secondo alla Paris-Corrèze; partecipò infine per la prima volta ai campionati del mondo, a Verona: impegnato nella prova in linea Elite, si ritirò durante la corsa.

### 2005-2008: i primi anni da professionista
Nel 2005, al primo anno da pro, conquistò quattro successi: il Tour du Finistère, il Gran Premio Industria Commercio Artigianato Carnaghese e una tappa e la classifica generale dello Herald Sun Tour. Aggiunse piazzamenti al Circuit des Ardennes (quarto), al Gran Premio Industria e Commercio di Prato (sesto), al Tour Down Under (settimo) e alla Freccia del Brabante (ottavo). Partecipò nello stesso anno al suo primo Tour de France, ottenendo un terzo posto nella diciassettesima tappa, quella pirenaica con arrivo a Revel.
All'inizio del 2006 vinse la principale corsa a tappe australiana, il Tour Down Under. In febbraio si fratturò la clavicola al Grand Prix d'Ouverture La Marseillaise: venne operato, ma la cicatrice s'infettò durante la Tirreno-Adriatico, e dovette così sottoporsi nuovamente ad un'operazione, dovendo rifiutare la convocazione per i Giochi del Commonwealth. Partecipò successivamente al Tour de France e vinse nuovamente, alla fine dell'anno, lo Herald Sun Tour in Australia. Nel 2007 vinse il Grand Prix de Plumelec-Morbihan, poi firmò per la stagione seguente con la Crédit Agricole.
Con la divisa della nuova squadra conquistò la prima vittoria in marzo, al Critérium International, aggiudicandosi la semitappa con arrivo a Monthermé e la classifica scalatori. In giugno vinse la prima tappa della Route du Sud e si classificò quarto nella classifica generale. A seguire partecipò al suo quarto Tour de France, aggiudicandosi la quindicesima tappa: nell'occasione, dopo essere andato in una fuga con Egoi Martínez, Danny Pate e José Luis Arrieta, li staccò all'arrivo a Prato Nevoso. Alla sua vittoria della tappa è stato dedicato nel 2018 il nome del tornante n.7 della salita dei campioni. In agosto venne selezionato per i Giochi olimpici di Pechino: partecipò alla corsa in linea, classificandosi trentasettesimo.

### 2009-2012: l'affermazione e la vittoria alla Sanremo
Dopo lo scioglimento della Crédit Agricole, avvenuto al termine dell'anno, Gerrans firmò un contratto di due anni con la nuova formazione svizzera Cervélo TestTeam; lo stesso fecero quattro suoi compagni di squadra, tra cui il velocista Thor Hushovd. Nelle classiche delle Ardenne in aprile l'australiano ottenne i migliori risultati della squadra: settimo all'Amstel Gold Race, ottavo alla Freccia Vallone e sesto alla Liegi-Bastogne-Liegi. Nel mese seguente portò la Cervélo alla prima vittoria in un Grande giro, in occasione della quattordicesima tappa del Giro d'Italia, con arrivo in salita al Santuario di San Luca.
In agosto vinse anche il Grand Prix de Ouest-France a Plouay, mentre in settembre fece sua la decima tappa della Vuelta a España, diventando in tal modo il primo australiano capace di vincere tappe in tutti e tre i Grandi Giri. Concluse al decimo posto la gara in linea Elite dei campionati del mondo di Mendrisio. Dal 2010 al 2011 gareggiò per il Team Sky: conseguì un solo successo, quella nella classifica finale del Giro di Danimarca 2011, ma anche alcuni piazzamenti di rilievo come il terzo posto all'Amstel Gold Race 2011 e il secondo al Grand Prix de Ouest-France dello stesso anno. Partecipò inoltre al Tour de France sia nel 2010 (dovette però ritirarsi a causa di una frattura al braccio) che nel 2011.
Nel 2012 si trasferì tra le file della neonata formazione australiana GreenEDGE Cycling Team. Si aggiudicò la vittoria del titolo nazionale in linea, e diede poi alla GreenEDGE il primo successo nel World Tour, con la vittoria finale nel Tour Down Under. Il 17 marzo si aggiudicò quindi la vittoria della Milano-Sanremo, una delle cinque "classiche monumento": nell'occasione superò in volata ristretta lo svizzero Fabian Cancellara e l'italiano Vincenzo Nibali. Tra agosto e settembre si classificò infine secondo alla Clásica San Sebastián, primo al Grand Prix de Québec e quarto al Grand Prix de Montréal. Concluse la stagione al sesto posto nella classifica individuale World Tour.

### 2013-2014: le vittorie alla Liegi e al Tour
Inizia il 2013 aggiudicandosi una tappa del Tour Down Under. Tra marzo e aprile fa quindi sue una frazione alla Volta Ciclista a Catalunya e alla Vuelta al País Vasco, e conclude quindi terzo all'Amstel Gold Race e decimo alla Liegi-Bastogne-Liegi. Al seguente Tour de France conquista la terza tappa a Calvi davanti a Peter Sagan e l'indomani, con il successo della sua Orica-GreenEDGE nella cronometro a squadre di Nizza, veste la maglia gialla di leader della generale. Mantiene il primato per due giorni, perdendo la maglia dopo la tappa di Montpellier.
Apre la stagione 2014 vincendo il titolo nazionale in linea e quindi una tappa e la classifica finale del Tour Down Under; in aprile riesce a tagliare il traguardo per primo della Liegi-Bastogne-Liegi, che diventa così la sua seconda classica monumento vinta. In settembre, dopo aver trionfato nelle due corse canadesi del World Tour (Grand Prix Cycliste de Québec e Grand Prix Cycliste de Montréal), ottiene il secondo posto nella prova in linea Elite dei campionati del mondo su strada svoltisi a Ponferrada.
Nell'agosto 2018, dopo aver disputato il Tour de France vincendo la cronometro a squadre in maglia BMC, annuncia il ritiro al termine della stagione.

## Palmarès
- 2000 (dilettanti Elite/Under-23)

Gran Premio di Roncolevà
- 2002 (dilettanti Elite/Under-23)

Campionati australiani, Prova in linea under 23
3ª tappa Grand Prix Tell
3ª tappa Tour of Tasmania
- 2003 (Team Ringerike/Carvalhelhos-Boavista, due vittorie)

Norwegian Cup
Melbourne to Warrnambool Classic (con la CC Carnegie Caulfield)
- 2004 (AG2R Prévoyance, una vittoria)

9ª tappa Herald Sun Tour
- 2005 (AG2R Prévoyance, quattro vittorie)

Tour du Finistère
Gran Premio Industria Commercio Artigianato Carnaghese
3ª tappa Herald Sun Tour (Shepparton)
Classifica generale Herald Sun Tour
- 2006 (AG2R Prévoyance, tre vittorie)

1ª tappa Tour Down Under (Angaston)
Classifica generale Tour Down Under
Classifica generale Herald Sun Tour
- 2007 (AG2R Prévoyance, una vittoria)

Grand Prix de Plumelec-Morbihan
- 2008 (Crédit Agricole, tre vittorie)

2ª tappa Critérium International (Monthermé)
1ª tappa Route du Sud
15ª tappa Tour de France (Prato Nevoso)
- 2009 (Cervélo TestTeam, tre vittorie)

14ª tappa Giro d'Italia (Campi Bisenzio > Bologna)
Grand Prix Ouest-France di Plouay
10ª tappa Vuelta a España (Alicante > Murcia)
- 2011 (Sky Procycling, una vittoria)

Classifica generale Giro di Danimarca
- 2012 (Orica-GreenEDGE, quattro vittorie)

Campionati australiani, Prova in linea
Classifica generale Tour Down Under
Milano-Sanremo
Grand Prix Cycliste de Québec
- 2013 (Orica-GreenEDGE, quattro vittorie)

5ª tappa Tour Down Under (McLaren Vale > Old Willunga Hill)
6ª tappa Volta Ciclista a Catalunya (Almacelles > Valls)
1ª tappa Vuelta al País Vasco (Elgoibar > Elgoibar)
3ª tappa Tour de France (Ajaccio > Calvi)
- 2014 (Orica-GreenEDGE, sei vittorie)

Campionati australiani, Prova in linea
1ª tappa Tour Down Under (Nuriootpa > Angaston)
Classifica generale Tour Down Under
Liegi-Bastogne-Liegi
Grand Prix Cycliste de Québec
Grand Prix Cycliste de Montréal
- 2016 (Orica-GreenEDGE/Orica-BikeExchange, tre vittorie)

3ª tappa Tour Down Under (Glenelg > Campbelltown)
4ª tappa Tour Down Under (Norwood > Victor Harbor)
Classifica generale Tour Down Under

### Altri successi
- 2003 (Carvalhelhos-Boavista)

2ª tappa Bay Cycling Classic
Mt Baw Baw Classic
St Kilda Festival Criterium
- 2007 (AG2R Prévoyance)

5ª tappa Bay Cycling Classic
- 2008 (Crédit Agricole)

Classifica scalatori Critérium International
Classifica sprint Route du Sud
- 2009 (Cervélo TestTeam)

1ª tappa Bay Cycling Classic
- 2013 (Orica-GreenEDGE)

4ª tappa Tour de France (Nizza > Nizza, cronosquadre)
- 2014 (Orica-GreenEDGE)

Classifica a punti Tour Down Under
- 2015 (Orica-GreenEDGE)

1ª tappa Giro d'Italia (San Lorenzo al Mare > Sanremo, cronosquadre)
- 2016 (Orica-GreenEDGE/Orica-BikeExchange)

Classifica a punti Tour Down Under
- 2018 (BMC Racing Team)

1ª tappa Tour de Suisse (Frauenfeld, cronosquadre)
3ª tappa Tour de France (Cholet, cronosquadre)

## Piazzamenti

### Grandi Giri
- Giro d'Italia

2009: 43º
2015: non partito (13ª tappa)
- Tour de France

2005: 126º
2006: 77º
2007: 94º
2008: 77º
2010: non partito (9ª tappa)
2011: 96º
2012: 79º
2013: 80º
2014: non partito (17ª tappa)
2015: ritirato (3ª tappa)
2016: non partito (13ª tappa)
2018: 107º
- Vuelta a España

2009: ritirato (13ª tappa)
2010: non partito (8ª tappa)
2013: non partito (14ª tappa)
2015: 114º
2016: 86º

### Classiche monumento
- Milano-Sanremo

2008: 145º
2012: vincitore
2013: 68º
2017: 36º
- Giro delle Fiandre

2005: 92º
- Liegi-Bastogne-Liegi

2005: ritirato
2007: ritirato
2008: 54º
2009: 6º
2010: 11º
2011: 12º
2012: 19º
2013: 10º
2014: vincitore
2015: ritirato
2016: 33º
2017: 139º
2018: 77º
- Giro di Lombardia

2009: ritirato
2018: ritirato

### Competizioni mondiali
- Campionati del mondo

Lisbona 2001 - In linea Under-23: ritirato
Zolder 2002 - In linea Under-23: 63º
Verona 2004 - In linea Elite: ritirato
Madrid 2005 - In linea Elite: 87º
Salisburgo 2006 - In linea Elite: 89º
Stoccarda 2007 - In linea Elite: 66º
Varese 2008 - In linea Elite: ritirato
Mendrisio 2009 - In linea Elite: 10º
Melbourne 2010 - In linea Elite: ritirato
Copenaghen 2011 - In linea Elite: 79º
Limburgo 2012 - In linea Elite: 21º
Ponferrada 2014 - In linea Elite: 2º
Richmond 2015 - In linea Elite: 6º
- Giochi olimpici

Pechino 2008 - In linea: 37º
Londra 2012 - In linea: 83º